# IC 4316
IC 4316 est une galaxie irrégulière naine, barrée et de type magellanique située dans la constellation de l'Hydre. Sa vitesse par rapport au fond diffus cosmologique est de 754 ± 20 km/s, ce qui correspond à une distance de Hubble de 11,12 ± 0,83 Mpc (∼36,3 millions d'al). Elle a été découverte par l'astronome américain Royal Harwood Frost en 1904.
La classe de luminosité d'IC 4316 est V-VI et elle présente une large raie HI. En raison d'une brillance de surface égale à 14,01 mag/am2, on peut qualifier IC 4316 de galaxie à faible brillance de surface (LSB en anglais pour low surface brightness). Les galaxies LSB sont des galaxies diffuses (D) avec une brillance de surface inférieure de moins d'une magnitude à celle du ciel nocturne ambiant.

## Distance d'IC 4316
IC 4316 est une galaxie rapprochée du Groupe local. Souvent pour ce genre de galaxie, leur vitesse propre est importante par rapport à la vitesse de récession produite par l'expansion de l'Univers et ne peut utiliser la loi de Hubble-Lemaître pour déterminer leur distance.
À ce jour, quatre mesures non basées sur le décalage vers le rouge (redshift) donnent une distance de 4,302 ± 0,206 Mpc (∼14 millions d'al). Les quatre mesures présentées sur la base de données NASA/IPAC sont basées sur la méthode TRGB (Tip of the Red Giant Branch). Cette méthode donnent des résultats plus précis que les autres.

## Groupe de M83
IC 4316 fait partie d'un petit groupe de galaxies, le groupe de M83. Selon A. M. Garcia, le groupe de M83 compte au moins quatre membres. Les autres galaxies du groupe sont NGC 5236 (M83), NGC 5264 et ESO 444-78.